# 何竞武
何竞武（1894年11月9日—1961年），浙江省诸暨县赵家镇花明泉村人，中华民国中将陆海空军总司令副官长。

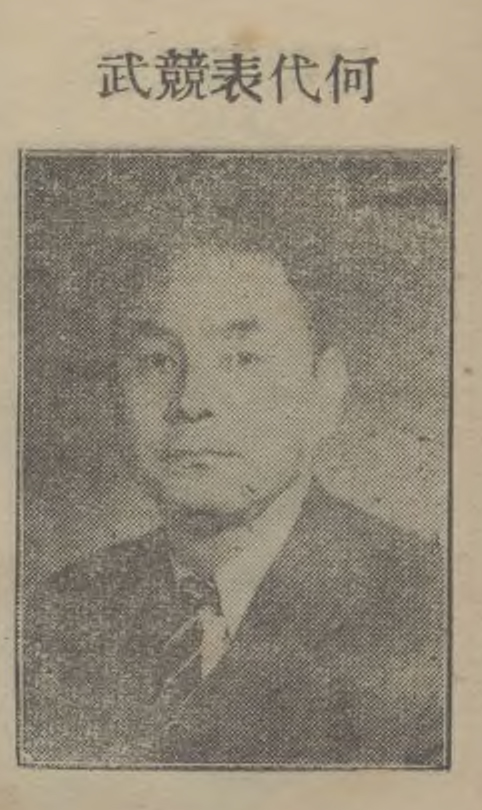
任制宪国民大会代表的何竞武

## 生平
生于清朝光绪廿年十月十二月。原姓名为骆何堃（一说陆何坤），后过继何氏，改名为何堃，字竞武，后以字行，早年入私塾读书，后考入海宁硖石米业两等学堂第一期，毕业后入湖北陆军中学，旋并入陆军第二预备学校附课生，1916年1月升入保定陆军军官学校第四期，习步兵。

## 戎马生涯
- 1917年6月毕业，分派到毅军任职，历任马步兵巡防、统领、骑兵旅长、骑兵司令、军参谋长；
- 1926年任国民革命军东路总指挥部（总指挥何应钦）少校参谋，后任国民革命军第一路总指挥部（总指挥何应钦）交通处长、津浦路军事管理处处长、国民革命军总司令部野战铁道交通指挥官；
- 1928年任骑兵第二师（师长张砺生）少将副师长；
- 1929年任国民革命军编遣委员会鄂西编遣（专员程汝怀）委员，同年5月23日改任湖北各＊队编遣特派员办事处委员，后升任国民革命军第三编遣区中将主任委员、第八军（军长卫立煌）中将参谋长；
- 1930年3月27日任铁道部平汉铁路管理局局长，后兼任平汉路运输司令、平汉护路中将司令、国民革命军总＊令部副官处中将处长、平汉铁路管理委员会委员长；
- 1931年1月5日颁给三等宝鼎勋章；
- 1934年4月14日兼任军事委员会北平分会中将委员，同年7月28日兼任蒙古地方自治指导长官公署（或曰蒙古地方自治政務委員會，长官何应钦）参赞；
- 1936年1月28日任陆军中将，同年11月12日颁给四等云麾勋章，后任后调任军事参议院中将参议、陇海铁路局局长、军事委员会运输统制局西北公路运输处中将处长；
- 1940年10月22日免军事参议院参议职；
- 1942年2月任西北公路运输局局长，1945年2月10日改称西北公路管理局，续任局长，同年8月调任全国铁道运输（司令钱宗泽）副司令；
- 1946年选为制宪国民大会代表军队代表（民国35年11月9日公布），1948年随赴台湾；
- 1961年病逝於台北，後葬於美國馬薩諸塞州列克新墩市。

## 其他
- 何竞武和著名诗人徐志摩在浙江海宁硖石镇长大的同窗好友。何竞武的女儿何灵琰乃是徐志摩和陆小曼的干女。
- 美籍华人何毓琦、何毓璇均为何将军的儿子。